# ベイドン山の戦い
ベイドン山の戦い（英: Battle of Mons Badonicus, the Battle of Badon Hill）は、ブリトン人（ローマ化したケルト人）がアングロ・サクソン人を打ち破った戦い。時期としては、6世紀前後と見られるが、史書によって記述が一定しないため、正確な年代は不明。また、ベイドン山がどこにあったかという事実さえよくわかっていない。9世紀ごろから、ケルト側の指揮官にアーサー王がいたとされるようになった。

## 歴史資料
位置と年代
さまざまな資料があるが、ベイドン山の戦いが、何時、どこで、誰を指揮官として戦ったのか、ということについて正確な記録はない。年代を特定しているものも、他の資料との整合性の問題からただちにその年代が正しいとは言えない状況にある。

### 『ブリトン人の没落』
ベイドン山の戦いについて記述されている最も古い記録はギルダスの『ブリトン人の没落(De Excido Britanniae)』であるが、これによると戦いは「ギルダスの生年と同じ」という解釈がなされるのが、一般である。だが、そのギルダスの生年が明らかでなく、それ以外の解釈もあるため特定はできない。また、ギルダスはケルト側の指揮官が誰であったかという記述を書いていないため、この部分も不明であり、「包囲戦」との記述があるものの、誰が誰を包囲したのかすら不明である。また、ベイドン山の場所を具体的に特定することもできない。しかし、これでケルト側が勝ったことは読み取ることができる。

### 『ブリトン人の歴史』
時代が下って、9世紀にネンニウスが執筆した『ブリトン人の歴史』においてはベイドン山の戦いにアーサーが登場している。この書物によれば、ベイドン山の戦いは戦場を12回移して戦った最後の戦場であるという。アーサーについては、この戦いにおいて1人で960人の敵兵を倒したとの超人的な活躍をしたとの記述がある。また、アーサーは王ではなく、単なる戦闘隊長になっている。
なお、戦場となった場所は、初めの戦場はグレイン川の河口、2番から5番目までがリヌイス地方を流れる川沿いのドゥブグラス、6番目がバッサスという川、7番目がケリドンの森、8番目がグレニオン、9番目がレギオンの街、10番目がトリブルイト川の岸、11番目がアグネットという山、そして最後の12番目の戦場がベイドン山であり、アーサーはこの全ての戦いで勝利したという。その結果、一時はサクソン人を駆逐したものの、サクソン人はゲルマニアから援軍を招き、最終的にはブリテンは支配されたという。
この12の戦場のうち、7番目の「ケリドンの森」についてはスコットランドのどこかという説がほとんど異論なく（さらにこまかくはダンバードン、カーライル北部など候補がある）、9番目の「レギオン」は「ローマの軍隊」を意味するのでローマ軍の駐留地であったチェスターかカーレオンではないかと考えられているが、ベイドン山を含めてその他の戦場は不明である。もっとも、ベイドン山以前の11の戦闘については『ブリトン人の歴史』以外から見ることはできないこと、この時期にサクソン人がスコットランドやチェスターのような北部・西部に進出していたその信憑性が疑わしいため、信頼性にかなり疑問がある。そのため、ベイドン山以外の戦場については、他の英雄の戦争が混在した、あるいは詩的表現としてキリのいい12という数字を作るための水増しではないかと考えられている。

### 『カンブリア年代記』
11世紀に成立したカンブリア年代記においては、ベイドン山の戦いの年代が516～518年であると記述しており、これを支持する見解もある。しかし、この記述を採用すると、ギルダスの計算などと矛盾してしまう。また、『カンブリア年代記』にも、アーサーについての記述がある。それによると、アーサーは三日三晩の間十字架を両肩で運んだこと、ブリトン人（ローマ化したケルト人）が勝利したことが簡単に記述されている。また、665年に第二次ベイドン山の戦いが行われたことも記載されている。

## ベイドン山の戦いの影響
ベイドン山の戦い後、しばらくたつと、結局はアングロ・サクソン人によってブリテンは支配される。
- アングロ・サクソンの年代記はベイドン山の戦いについてさしたる記述はないが、5、6世紀にはブレトワルダ（リーダー）の空位期間が70年あったとされている[誰によって?]。

- プロコピオスの記録[要出典]によれば、フランク人（ゲルマン人の一種であり、アングロ・サクソン人を含む）の外交官により、「もといた島に人が多すぎたため、新天地を求めて北ガリアに移住した」との話を聞いた、とある。

- 他の物語においても、6世紀半にアングロ・サクソン人が、英仏海峡の向こう側に住み着くためにブリタンニアを出るというものが存在[要出典]する。

これらのことから、アングロサクソン侵入においてある種の転機があったと考えられる。また、非キリスト教的なアングロ・サクソンの墓地から集められた考古学的資料によって、アングロ・サクソン人と原住民の境界が500年代において押し戻され、移民計画が中断されたことが示唆されている。

## アーサー王物語
アーサー王の業績として資料からほぼ確実といえるのは、このベイドン山の戦いでサクソン人と戦い、カムランの戦いで戦死、あるいは重傷を負ったということのみである。このため、アーサー王をテーマにした作品では、ベイドン山の戦いが取り上げられることが多い。ブルフィンチ版では『ブリトン人の歴史』に依拠し、ベイドン山および11の戦場でアーサー王がサクソン人を打ち破ったとかかれている。ただ、敵の指揮官が誰だったとか、戦いがどのように展開し、誰がどんな功績をあげたか、という具体的な記述は書かれていない。
映画『キング・アーサー』（2004年）でもこのベイドン山の戦いをメインにしている。マリオン・ジマー・ブラッドリーの『アヴァロンの霧』では、この戦いでアーサー王が十字架を担いだ（比較的後期の文献、カンブリア年代記など出典）、という故事から、ある種ケルト文化のキリスト教受容という契機を持たせている。
しかし、意外にもアーサー王物語の集大成と呼ばれるマロリー版にはベイドン山の戦いは一切出てこない。それどころか、アーサー王はサクソン人と戦ってすらいない。その代わり、ブリテン統一のため自分の即位に反対した王と戦い、その後ローマ遠征をしたことが書かれている。